# Архиепархия
Архиепа́рхия (от греч. αρχή «главный, старший» и греч. ἐπαρχία, также архиепископия, архидиоцез) — церковная территориально-административная единица, епархия, имеющая более высокий статус, чем епископия.

## В католичестве
Архиепархия, или архидиоцез (лат. archidioecesis), может принадлежать к одному из трех типов:
1. Архиепархия, входящая в состав митрополии, или церковной провинции.
2. Историческая, ныне титулярная, архиепархия.
3. Резиденциальная архиепархия, не принадлежащая ни к какой митрополии, а подчиненная непосредственно Апостольскому Престолу. Такие архиепархии создавались, как правило, в качестве основы будущих митрополий (Галицкая архиепархия в 1367, Могилевская в 1783, Варшавская в 1818 и др.)

## В православных церквах
В православных церквах греческой традиции (за исключением Иерусалимской) архиепископия имеет более высокий статус чем митрополия, поэтому статус архиепископии присваивается епархии, непосредственно подчинённой первенствующему епископу поместной церкви. Так, например, Патриарх Константинопольский управляет Константинопольской архиепископией, а Патриарх Александрийский — Александрийской архиепископией. В Константинопольской православной церкви статус архиепископии имеют Фиатирская архиепископия и Австралийская архиепископия.
В славянских Православных Церквях сан архиепископа ниже, чем сан митрополита, и даруется за личные заслуги и не связан с рангом занимаемой кафедры. Нередко при этом архиепископ имел в своём подчинении  викарного епископа. Практически всегда такая епархия возглавляется архиепископом или митрополитом.